# Томас, Генри Джексон
Ге́нри Дже́ксон То́мас-мла́дший (англ. Henry Jackson Thomas, Jr.; род. 9 сентября 1971, Сан-Антонио) — американский актёр кино и телевидения, начавший сниматься в возрасте девяти лет.

## Биография
Генри Джексон Томас-младший родился 9 сентября 1971 года в Сан-Антонио, штат Техас. Единственный ребёнок в семье Кэролин Томас, домохозяйки, и Генри Джексона Томаса-старшего, механика-гидравлика. С пяти лет выражал твёрдое намерение стать актёром и в возрасте восьми лет наконец-то уговорил мать отвести его на свой первый кастинг. В итоге в 1981 году впервые появился на экране в фильме «Бродяга», в том же году ему дали небольшую роль в проходном телефильме. Был замечен Стивеном Спилбергом и приглашён на прослушивание для киноленты «Инопланетянин», ставшей впоследствии блокбастером. На кастинге, чтобы изобразить печаль своего персонажа, Генри Томас вспоминал день, когда умерла его собака. Его лицо было настолько грустным, что Стивен Спилберг сам заплакал и тут же дал мальчику главную роль.
Несмотря на мировую славу, которую ему принёс «Инопланетянин», поначалу Генри Томас снимался мало, сосредоточившись на образовании (он окончил старшую школу Ист-Централ и колледж Блинн), и вплотную посвятил себя кинематографу только с начала 1990-х.
Генри Томас также пишет песни, поёт и играет на гитаре.
C 1982 года Генри Томас (в роли Эллиота из фильма «Инопланетянин») присутствует на логотипе кинокомпании Amblin Entertainment.
Личная жизнь
В 2000 году женился на Келли Хилл, но развёлся спустя два года. С 2004 по 2007 год был женат на немецкой актрисе Мари Цильке, от этого брака есть дочь Хазел. У Генри Томаса так же есть двое детей от его нынешней супруги Аннали.

## Награды и номинации
- 1982 — «Молодой актёр» в категории «Лучший актёр» за роль в фильме «Бродяга» — номинация.
- 1983 — «Молодой актёр» в категории «Лучший актёр» за роль в фильме «Инопланетянин» — победа.
- 1983 — «Сатурн» в категории «Лучший актёр» за роль в фильме «Инопланетянин» — номинация.
- 1983 — «BAFTA» в категории «Самый многообещающий дебютант, исполнивший главную роль» за роль в фильме «Инопланетянин» — номинация.
- 1983 — «Золотой глобус» в категории «Новая кинозвезда года среди мужчин» за роль в фильме «Инопланетянин» — номинация.
- 1985 — «Молодой актёр» в категории «Лучший актёр в мюзикле, комедийном, приключенческом или драматическом фильме» за роль в фильме «Плащ и кинжал»[англ.] — номинация.
- 1996 — «Золотой глобус» в категории «Лучший актёр второго плана в сериале, мини-сериале или телефильме» за роль в фильме «Обвинительный акт: Суд над Макмартинами» — номинация.
- 2007 — специальная награда за карьеру на кинофестивале Fantasporto — победа.

## Избранная фильмография

### Кино
| Год  |   | Русское название                        | Оригинальное название               | Роль                        |
| ---- | - | --------------------------------------- | ----------------------------------- | --------------------------- |
| 1981 | ф | Бродяга                                 | Raggedy Man                         | Гарри-младший               |
| 1982 | ф | Инопланетянин                           | E.T. the Extra-Terrestrial          | Эллиот                      |
| 1984 | ф | Плащ и кинжал                           | Cloak & Dagger                      | Дейви Осборн                |
| 1986 | ф | Сновидение лягушки                      | Frog Dreaming                       | Коди                        |
| 1989 | ф | Вальмон                                 | Valmont                             | Дансени                     |
| 1993 | ф | Огонь в небе                            | Fire in the Sky                     | Грег Хейс                   |
| 1994 | ф | Легенды осени                           | Legends of the Fall                 | Сэмюэль Ладлоу              |
| 1994 | ф | Проклятье голодающего класса            | Curse of the Starving Class         | Уэсли Тейт                  |
| 1997 | ф | Короли самоубийства                     | Suicide Kings                       | Эйвери Частен               |
| 2000 | ф | Неукротимые сердца                      | All the Pretty Horses               | Лейси Роулинс               |
| 2001 | ф | Давай сделаем это по-быстрому           | The Quickie                         | Алекс                       |
| 2002 | ф | Смерть в воде                           | Dead in the Water                   | Джефф                       |
| 2002 | ф | Банды Нью-Йорка                         | Gangs of New York                   | Джонни Сирокко              |
| 2003 | ф | Я захватываю за́мок                      | I Capture the Castle                | Саймон Коттон               |
| 2003 | ф | 11:14                                   | 11:14                               | Джек                        |
| 2004 | ф | Детка                                   | Honey baby                          | Том Брэкетт                 |
| 2004 | ф | Мёртвые птицы                           | Dead Birds                          | Уильям                      |
| 2007 | ф | Последний пожиратель грехов             | The Last Sin Eater                  | Божий человек               |
| 2009 | ф | Красный бархат                          | Red Velvet                          | Аарон                       |
| 2010 | ф | Дорогой Джон                            | Dear John                           | Тим                         |
| 2013 | ф | Биг-Сюр                                 | Big Sur                             | Филипп Уэйлен               |
| 2016 | ф | Уиджи. Проклятие доски дьявола          | Ouija: Origin of Evil               | отец Том Хоган              |
| 2017 | ф | Игра Джеральда                          | Gerald's Game                       | Том                         |
| 2019 | ф | Доктор Сон                              | Doctor Sleep                        | бармен Ллойд / Джек Торранс |
| 2019 | ф | Праздничное воссоединение               | A Holiday Reunion                   | Эллиот                      |
| 2021 | ф | Всем парням: С любовью...               | To All the Boys: Always and Forever | Отец Питера                 |
| 2022 | ф | Сэм и Кейт                              | Sam & Kate                          | Том (друг Сэма)             |
| 2022 | ф | Подвал                                  | Crawlspace                          | Роберт Митчелл              |
| 2023 | ф | Кладбище домашних животных: Кровные узы | Pet Sematary: Bloodlines            | Дэн                         |

### Телевидение
- 1990 — Психо 4: В начале / Psycho IV: The Beginning — Норман Бейтс в молодости
- 1995 — Обвинительный акт: Суд над Макмартинами / Indictment: The McMartin Trial — Рэй Баки
- 1998 — Моби Дик / Moby Dick — Измаил
- 2005 — Мастера ужасов / Masters of Horror — Джейми (в эпизоде «Шоколад»)
- 2006 — Обречённость / Stephen King’s Desperation — Питер Джексон
- 2006 — Ночные кошмары и фантастические видения / Nightmares and Dreamscapes: From the Stories of Stephen King — Роберт Форной (в 1 эпизоде)
- 2007—2008 — Без следа / Without a Trace — Франклин Ромар (в 2 эпизодах)
- 2009 — C.S.I.: Место преступления / CSI: Crime Scene Investigation — Джереми Кент (в 1 эпизоде)
- 2011 — Менталист / The Mentalist — Томми Лисбон (в 1 эпизоде)
- 2013—2014 — Измена / Betrayal — Т. Дж. Карстон (в 13 эпизодах)
- 2015 — Сыны свободы / Sons of Liberty — Джон Адамс (в 3 эпизодах)
- 2016 — Закон и порядок: Специальный корпус / Law & Order: Special Victims Unit — Шон Робертс (в 1 эпизоде)
- 2016 — Grip and Electric — Джонни Инглиш-мл. (в 6 эпизодах)
- 2017 — Всё к лучшему / Better Things — Робин (в 4 эпизодах)
- 2018 — Девочка в бункере[англ.] / Girl in the Bunker — Винсон Филъяу
- 2018 — Призраки дома на холме / The Haunting of Hill House — Хью Крэйн в молодости (в 10 эпизодах)
- 2020 — Призраки усадьбы Блай / The Haunting of Bly Manor — Генри Уингрейв (в 9 эпизодах)
- 2021 — Полуночная месса / Midnight Mass — Эд Флинн (в 7 эпизодах)
- 2021 — Просто запредельно[англ.] / Just Beyond — Сумасшедший Крис (в 1 эпизоде)
- 2022 — Клуб полуночников / The Midnight Club — Свободный Джек (в 1 эпизоде)
- TBA — Падение дома Ашеров / The Fall of the House of Usher